# Suore carmelitane di Santa Teresa (Firenze)
Le suore carmelitane di Santa Teresa sono un istituto religioso femminile di diritto pontificio: i membri di questa congregazione, dette popolarmente bettine, pospongono al loro nome la sigla C.S.T.F.

## Storia

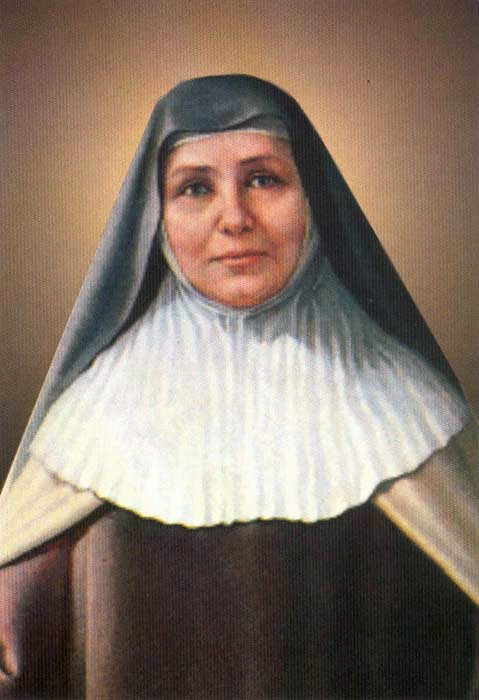
Teresa Manetti, fondatrice della congregazione

La congregazione venne fondata a San Martino di Campi Bisenzio da Teresa Manetti (1846-1910) che, nel 1872, si riunì assieme a due compagne per condurre vita comune: la comunità venne ascritta al terz'ordine carmelitano il 15 luglio 1874 e nel 1877 le donne iniziarono ad accogliere nella loro casa (il cosiddetto convento delle "Bettine") le orfane del paese e a curarne l'educazione.
L'istituto, intitolato a santa Teresa di Gesù, ricevette il pontificio decreto di lode il 13 marzo 1900 e venne approvato dalla Santa Sede, assieme alle sue costituzioni, il 27 febbraio 1904: è aggregato all'Ordine dei carmelitani scalzi dal 15 ottobre 1903.
La fondatrice è stata beatificata da papa Giovanni Paolo II nel 1986.

## Attività e diffusione
Le carmelitane di Santa Teresa si dedicano all'istruzione e all'educazione cristiana della gioventù, alle opere parrocchiali e all'apostolato missionario.
Sono presenti in Italia (Toscana, Lazio, Veneto), in alcuni paesi del Medio Oriente (Libano, Israele), in  Egitto, in  Brasile e in Repubblica Ceca: la sede generalizia è a Firenze.
Al 31 dicembre 2005 l'istituto contava 191 religiose in 20 case.